# 제44회 NHK 홍백가합전
《제44회 NHK 홍백가합전》(일본어: 第44回NHK紅白歌合戦 다이욘주욘카이에누에이치케이코하쿠우타갓센[*])는 1993년 12월 31일에 방송된 통산 44회째인 NHK 홍백가합전이다.

## 소개
「100세 쌍둥이」로 화제였던 킨상긴상(당시 101세)과 아역 배우였던 아다치 유미의 개회 선언으로 시작. 와타리 테츠야는 19년 만에, 이시다 아유미는 16년만에 참가하였다. J리그 개막을 기념하여 축구 쇼 코너를 보였다. 또, 배우로서도 인기 급상승했던 후쿠야마 마사하루가 처음 참가하였다.

## 사회자
- 종합사회 - 모리타 미유키 아나운서
- 홍조(紅組) - 이시다 히카리
- 백조(白組) - 사카이 마사아키
- 라디오중계 - 미야카와 야스오 아나운서

## 심사원
- 미타 요시코 : 94년 NHK 대하드라마 『꽃의 난』의 주인공 히노 도미코 역.
- 요네나가 쿠니오 : 93년 사상 최연장으로 쇼기 명인 칭호 획득.
- 이치카와 단주로 (12대) : 『꽃의 난』에서 아시카가 요시마사 역.
- 호소카와 나오미 : NHK 연속 TV 소설 『かりん』에서 코모리 치아키 역.
- 츠츠이 미치타카 : 『かりん』에서 타가미 와타루 역.
- 츠미키 미호 : 『かりん』에서 혼마 아카리 역.
- 마츠바라 토시하루 : 『かりん』의 작가.
- 히라세 마유미 : 여자 프로 골퍼.
- 미야오 토미코 : 93년 장편소설 『藏』 출판.
- 가와부치 사부로 : 1993년 개막한 J리그 발족에 참가.
- 우치다테 마키코 : 1992년 10월에서 1993년 4월까지 방영했던 연속 TV 소설 『ひらり』의 작가.
- 다무라 료코 : 93년 많은 국제대회에서 우승했던 유도선수.
- 우에키 히토시 : 93년 자수포장(일본의 훈장 중 하나, 「일본국천황」의 이름으로 수여된다.)을 받았다.
- 노무라 가쓰야 : 센트럴 리그와 1993년 일본 시리즈에서 야쿠르트 스왈로스를 우승으로 이끈 감독.
- 나카마루 미치에 : 성악가.
- 후루타 아쓰야 : 야쿠르트 스왈로스의 포수, 93년 일본 프로 야구 시즌 MVP로 선정.
- 키야코 초초 : 93년 보관장 수여.
- 아케보노 다로 : 93년 혼바쇼에서 우승하여 요코즈나로 승급.
- 후루하시 히로노신 : 93년 문화공로자로 선출.
- 오바야시 모토코 : 일본 여자 배구 국가대표팀 에이스로 활약.

## 출장가수
진한 글씨는 그 해 이긴 조를 나타냄.

괄호 안의 숫자는 출장횟수를 나타냄.

### 1부
- 홍조(紅組) :
  - 쿠보 루리코 (1) 〈男〉
  - 니시다 히카루 (3) 〈涙　止まらない〉
  - 코자이 카오리 (3) 〈無言坂〉
  - 덴도 요시미 (1) 〈酒きずな〉
  - GAO (2) 〈LOVE〉
  - 야시로 아키 (20) 〈もう一度逢いたい〉
  - 이토 유카리 (12)·야스다 사치코 (2) 〈月の砂漠〉
  - 이시다 아유미 (10) 〈ブルーライト・ヨコハマ〉

- 백조(白組) :
  - X JAPAN (3) 〈Tears〉
  - SMAP (3) 〈$10〉
  - 야마카와 유타카 (3) 〈流氷子守歌〉
  - 타카야마 겐 (1) 〈心凍らせて〉
  - J-WALK (1) 〈何も言えなくて…夏〉
  - 토바 이치로 (7) 〈男の港〉
  - 미나미 코세츠 (2) 〈妹〉
  - 와타리 데쓰야 (2) 〈くちなしの花〉

### 2부
- 홍조(紅組) :
  - DREAMS COME TRUE (4) 〈go for it!〉
  - 오르케스타 드 라 루즈 (1) 〈サルサに国境はない〉
  - 나가야마 요코 (1) 〈蜩～ひぐらし～〉
  - 모리타카 치사토 (2) 〈私の夏〉
  - 모리구치 히로코 (2) 〈ホイッスル〉
  - 나카야마 미호 (6) 〈幸せになるために〉
  - 켄 나오코 (11) 〈かもめはかもめ〉
  - 오오츠키 미야코 (7) 〈女の港〉
  - 고다이 나츠코 (4) 〈恋ざんげ〉
  -  계은숙 (6) 〈アモーレ 〜はげしく愛して〜〉
  - 나카무라 미츠코 (2) 〈島田のブンブン〉
  - 쿠도 시즈카 (6) 〈慟哭〉
  - 고바야시 사치코 (15) 〈約束〉
  - 후지 아야코 (2) 〈むらさき雨情〉
  - 사카모토 후유미 (6) 〈恋は火の舞　剣の舞〉
  - 와다 아키코 (17) 〈星空の孤独〉
  - 미야코 하루미 (25) 〈おんなの海峡〉
  - 이시카와 사유리 (16) 〈津軽海峡・冬景色〉

- 백조(白組) :
  - 미카와 켄이치 (10) 〈うたかたの夢〉
  - 마에카와 키요시 (3) 〈別れ曲（うた）でも唄って〉
  - 히카루GENJI (6) 〈勇気100%〉
  - 후쿠야마 마사하루 (1) 〈MELODY〉
  - 호소카와 타카시 (19) 〈恋の酒〉
  - 소년대 (8) 〈服部良一メドレー～紅白バージョン～[1]〉
  - 카이엔타이 (3) 〈贈る言葉〉
  - 요시 이쿠조 (8) 〈酒よ〉
  - TUBE (1) 〈夏を待ちきれなくて〉
  - 호리우치 타카오 (6) 〈影法師〉
  - 더 붐 (1) 〈島唄〉
  - 후지이 후미야 (1) 〈TRUE LOVE〉
  - 고바야시 아키라 (4) 〈あれから〉
  - 사다 마사시 (6) 〈主人公〉
  - 이츠키 히로시 (23) 〈べにばな〉
  - 타니무라 신지 (7) 〈階（きざはし）〉
  - 모리 신이치 (26) 〈さらば友よ〉
  - 키타지마 사부로 (30) 〈まつり〉